# Kamfingersvamp
Kamfingersvamp (Clavulina cristata) är en gräddvit småväxt fingersvamp som ofta inte blir högre än 4–8 centimeter. Den växer som små buskar med små "grenar" med fina flikar längst upp på topparna, ofta i mossig barr- eller blandskog. Svampen växer ofta i stora mängder på ett ställe. 
Äldre exemplar av svampen får en grådaskig mörk färg och slemmig konsistens. Svampen är i sitt unga stadium ätlig och anges ofta som god matsvamp i svampböcker. Köttet är lite segt men smakar milt och kan till exempel stekas eller friteras. Svampen ska rensas noga då barr, jord och annat från skogen gärna fastnar i "grenverket". Man kan gärna skära itu svampen för att undvika larver som ibland äter gångar inne i svampen. En liknande art är den större druvfingersvampen som ovana svampplockare kan förväxla kamfingersvamp med, men den är också ätlig. En annan förväxlingssvamp är snövit fingersvamp som inte räknas som matsvamp men ej anses giftig.